# Circuit d'Alcarràs
El Circuit d'Alcarràs és un complex esportiu dedicat a la pràctica dels esports de motor situat a Alcarràs (Segrià), concretament al Pla de la Cremada, molt a prop de la pedània de Vallmanya. Es troba a uns 15 km al nord-oest d'Alcarràs i a uns 20 a l'oest de Lleida i s'hi pot accedir per l'Autovia del Nord-est des de la sortida d'Alcarràs.
Impulsat per la família Vitores i inaugurat el 15 de maig del 2007, es tracta d'una extensa finca en què hi ha circuits dedicats a diverses modalitats del motociclisme i l'automobilisme, com ara un autòdrom, un circuit mixt per a supermotard i kàrting, un de flat track i un per a minimotos. El complex compta també amb restaurant, piscina, benzinera i un ampli carril de boxs amb 28 garatges i grada d'espectadors al terrat.

## Esdeveniments
L'autòdrom acull proves de campionats locals de motociclisme, com ara la Yamaha R7 Cup, el Campionat de Catalunya de velocitat o la Moto Clàssic Series. Antigament s'hi havien disputat curses de campionats d'automobilisme com ara el Campionat de França de Caterham, el Trophée Tourisme Endurance Challenge i el Campionat de Catalunya de velocitat.

## Característiques
Font:

### Autòdrom
- Longitud total: 3.743 m.
- Longitud recta: 800 m.
- Ample pista: 14 m.
- Ample recta: 15 m.
- Revolts: 14
  - Esquerra: 10
  - Dreta: 4
- Pendent màxim: -9%

### Circuit Mixt
- Longitud total: 1.017 m
- Longitud recta: 200 m
- Ample pista: 9 m
- Revolts: 13
  - Esquerra: 8
  - Dreta: 5